# 五路伐夏
五路伐夏，是北宋與西夏戰爭中的一場戰役。北宋元丰四年（西夏大安七年，1081年），北宋发30万大军，民夫十余万，五路出师，大举进攻西夏灵州（今宁夏灵武西南）等地区的作战。五路伐夏以宋军失败而告终，北宋共计损失近四十万人；其中阵亡八万余人。而西夏亦受巨大损失。

## 背景
西夏大安六年（1080年）、宋元丰三年春，夏惠宗李秉常下令，废蕃仪，行汉礼，梁太后、国相梁乙埋等人反对。
西夏大安七年（1081年）、宋元丰四年三月，李秉常采纳汉将李清建议，欲将黄河以南之地归宋，划河而治，又遭到梁乙埋等人的反对。夏惠宗母亲梁氏以及其家族梁乙埋发动政变，杀李清，囚禁李秉常。酋长首领拥兵自重，国内大乱。五月，西夏统军禹藏花麻因与梁乙埋有嫌隙、致书北宋熙河路经略司，请宋朝发兵攻西夏，自率全族内应。
该年六月，环庆经略使俞充、鄜延经略副使种谔相继上书宋神宗，建议乘西夏内乱，大举攻夏，宋神宗采纳俞充等人建议，以西夏“奸臣之擅明”为由，正式五路伐夏。下诏诸路备战，以宦官、煕河路经略安抚使李宪为帅。知枢密院孙固认为“举兵场，解祸难”，以宦臣为帅，难以统制，请慎重出兵，宋神宗不同意。

## 两军兵力
宋军：西夏大安七年（1081年）、元丰四年七月，宋军发兵五路，包括与西夏国界接壤的秦凤路、熙河路、泾原路、环庆路和鄜延路的大批军队，包括：李宪统领熙河路和秦凤路七军（即《宋史／夏国传》中记载的“宪总七军”）兵出熙河（今甘肃临洮），命董毡所部吐蕃士兵三万，攻打西夏辅郡凉州府（今甘肃武威），牵制西夏右厢六军司兵力；宦官、佥书泾原路经略司事王中正出麟州（今陕西省神木北），称代宋神宗亲征，士兵六万，民夫六万，自东方进攻西夏；环庆路经略安抚使高遵裕将步骑八万七千，民夫九万五千，自东南方向进攻西夏；泾原路总管刘昌祚将卒五万出庆州，受高遵裕节制，自东南方向进攻西夏；经略安抚副使种谔率领鄜延路及畿内兵九万三千出绥德（今陕西省绥德），自东南方进攻西夏。同时响应宋朝号召，董毡部李叱納欽派遣首领洛施军笃乔阿公等将吐蕃兵三万自河湟谷地会击西夏。宋军五路军共计59.5万人。
西夏左厢六军司（左厢神勇军司、石州祥祐军司、宥州嘉宁军司、韦州静塞军司、西寿保泰军司、卓啰和南军司）以及清远军司。国相梁乙埋部数万人。

## 经过
宋军计划泾原、环庆兵会师西夏西京西平府（灵州，今宁夏吴忠西北）后，直捣东京兴庆府（今宁夏银川）；鄜延和河东军会师夏州，合攻怀州，以进兴庆府，企图一举灭西夏。董毡所部吐蕃士兵三万，攻打西夏辅郡凉州府（今甘肃武威），牵制西夏右厢六军司兵力，使右厢六军司不能东救。
西夏梁太后听说宋军来攻，西夏年轻将领都跃跃欲试，请战阻击宋军，有一老臣建议，坚壁清野，使宋军深入，在兴州、灵州、夏州集聚精锐，把守要地，轻骑绝宋军粮道，待其粮草不济，不攻自困。梁太后采纳，聚集十二監军司十万精兵守兴州、灵州要地。
七月廿二日，种谔率军先发，围攻米脂寨（今陕西米脂），宋廷因为他轻举妄动，让他还师延州（今陕西延安），受王中正节制。八月廿三日，李宪率领七军进抵西市新城（今甘肃兰州东南），西夏驸马、西寿保泰监军司大将禹藏花麻假庄作战败西逃，西夏部酋讹勃哆等率万人献出西寿保泰军城（今甘肃平川区）投降，西夏国相梁乙埋派数万西夏兵马出女遮谷（今甘肃兰州东30公里）救援西寿保泰监军司，得知城池已失，便急忙返回，被宋军熙河路李宪部追击，退到阵垒之后，半夜时悄悄撤退。李宪进军包围兰州。九月初二，李宪攻下兰州。
九月廿三日，王中正、高遵裕、种谔率军分路进发。王中正屯留九日不进，派遣士卒去麟州往返取粮。九月廿五日，鄜延军攻打米脂，梁乙埋派大将梁永能率军八万援救，宋朝先锋高永能派弟弟高永亨选精骑奋击，大败夏军。九月廿八日，种谔在无定河（在今陕西东北部米脂、绥德地区）再败夏军，击杀八百余人。宋神宗因为种谔立功，不受王中正节制。十月初四，西夏米脂守将令介讹献城降宋。种谔率鄜延兵进军石州（今陕西横山北），西夏军弃城逃走。
十月初七，熙河兵于女遮谷复败夏军。十月十二日，泾原兵抵磨脐隘（今宁夏同心县），夏军三万据险阻击，刘昌祚分兵夺隘，用重赏激励将士，大败夏军，俘虏统军铚吃多理等二十二人，击杀大小首领三百余人，士卒二千四百余人，随后长驱而进。十月十五日，鄜延兵进逼夏州，夏将索九思献城降宋，宋军粮草补给不足，宋军士兵和民夫3万人因无粮草而溃。再克银州（今陕西横山县东）。
十月十七日，环庆兵进攻清远军（今甘肃环县甜水堡瓦渣城）。随后高遵裕率环庆兵过旱海（宁夏中南部、甘肃东部的黄土高原干旱带），粮草不济。西夏将领嵬名讹兀献城降宋。高遵裕乘胜率军连克运粮城（今宁夏同心县北）和韦州（今宁夏同心东北），但是城中人马粮草已经被清空。
鄜延将领曲珍于安定堡（今陕西子长县西北）击败夏军。河东军粮草不足，至夏州，城中粮草人马已空，宋军激奋，希望与西夏军决战。王中正率领河东军自夏州进攻宥州，城内有居民五百余人，王中正屠杀宥州居民，斩首的有百余级，只有十余西夏人投降，获得一部分牲口，杀以充饥。熙河兵于屈吴山（今宁夏海原东南）击败夏军，克会州（今甘肃靖远县）。十月廿七日，鄜延钤辖曲珍于蒲桃山击败夏军。
王中正率泾原路兵抵达赏移口（今宁夏同心北），诸将想要取捷径出黛黛岭抵达灵州。至牛心亭，泾原路兵粮草尽，刘昌祚知道鸣沙（今宁夏青铜峡市南）有西夏御仓，于是率军前往，获得藏米，解决了所部的粮食危机，载抵灵州。当时城门未关，宋朝先锋急攻，击杀夏军四百五十人，几乎夺门而入。
高遵裕听说泾原兵先到灵州，害怕刘昌祚独成大功，命他围城待缓，不得攻城。十一月初一，环庆兵到达南平州（今宁夏吴忠东南），被夏军阻击，刘昌祚率数千兵赴援，未至，夏军已退。十一月初五，鄜延军在黑水击败西夏军，杀一千七百余人。次日，泾原、环庆兵合攻灵州，夏军已作好准备，高遵裕派刘昌祚巡营，趁机夺取了刘昌祚的粮草，造成两军不和，灵州城高大坚固，宋军缺乏攻城器具，攻城受阻。既而熙河兵在罗逋川击败夏军，鄜延兵攻下石堡城。
西夏连续派遣轻骑掠夺宋军粮草，在鸣沙川三败泾原总兵侍禁鲁福、彭孙所率领的护粮军，尽夺其粮饷。鄜延兵至盐州（今陕西定边）因粮草不济，人马乏食,军败，率军三万人回师，又遭遇大雪，士兵冻死三分之二，鄜延路兵退。王中正率泾原路兵到达奈王井（今陕西定边东），因粮尽退回，军士死亡二万，泾原路兵退。十一月十九日，夏军决黄河七级渠水淹泾原、环庆军营垒，宋军冻溺而死者非常多。宋神宗下令班师。高遵裕等仅率一万三千兵逃走。回师途中，在葫芦河（在今宁夏、甘肃边境）被夏军袭击，泾原兵败。李宪率军进抵天都山（今宁夏海原东），听说诸军都已经溃败，于是也率军撤退。

## 原因
宋朝军队人数过于庞大，统帅不一，难以协同指挥。宋军五路伐夏这种动员规模，不只在宋朝历史上是空前的，在当时世界歷史中也十分罕见。1071年，即元丰四年宋夏战争之前十年，西亚的拜占庭帝国与赛尔柱土耳其帝国之间的曼齐刻尔特战役，塞尔柱帝国动员二至三万人，拜占庭帝国动员四到七万人，结果拜占庭大败，阵亡约二千至八千人，皇帝罗曼努斯四世被俘。这场战争震撼欧洲，但与元丰四年宋夏战争相比，赛尔柱与拜占庭双方动员兵力的总和，不过仅是宋朝动员兵力的三分之一。
宋军主动出击，深入敌境，征战距离过远。此前，宋军一直以防御战为主，军队的移动多是城池到城池之间的短线移动，对于后勤补给的要求不高。此次深入西夏腹地，尚属首次，地利尽失。
在后勤补给无法满足新编组的军队(将兵)。包括粮草、武器、渡河工具等。五路军有三路缺乏粮草，两路因缺乏粮草而退兵，其中鄜延大军粮草转运使李稷多次险些被主将种谔诛杀，为了满足运粮的需求，李稷将逃亡的民夫斩断脚筋丢弃在山谷中，任其饿死，藉此恐嚇民伕。渡河时缺乏建造舟桥的工具，宋军后勤转运能力达到极限，负责转运物资的民夫逃跑，物资被弃置荒野。